# Guillaume Besse (historien)
Pour les articles homonymes, voir Guillaume Besse (homonymie) et Besse.
Guillaume Besse ou Guillaume Bessé est un historien français du XVIIe siècle dont la vie est très peu connue. Ses recherches historiques concernent surtout l'actuel Languedoc-Roussillon et il est passé à la postérité grâce à l'un de ses ouvrages intitulé L'Histoire des antiquités et comtes de Carcassonne, paru en 1645, ouvrage dans lequel il affirme être natif de la « Cité », c'est-à-dire Carcassonne. En 1635, il est avocat.
On perd sa trace après 1668. Il serait mort en 1680.